# Augusto Lombardi
Augusto Lombardi (Roma, 1954) è un annunciatore televisivo, giornalista e conduttore televisivo italiano.

## Carriera
È uno tra i più longevi tra gli speaker Rai.
Tra le sue apparizioni televisive vi sono la conduzione del TG3, Meteo3, dove per alcuni anni appariva in primissimo piano, e L'una italiana del 1999.
Si alterna con Stefano Nazzaro, Alvaro Vatri e in passato con Liliana Ursino e alcune "signorine buonasera" alla lettura delle previsioni di Meteo3 e delle Estrazioni del Lotto.

## Articoli
- I professionisti del clima diventano le nuove star della Tv (da Corriere della Sera)